# Port-Louis (Francja)
Port-Louis (bret. Porzh-Loeis) – miejscowość i gmina we Francji, w regionie Bretania, w departamencie Morbihan.
Według danych na rok 1990 gminę zamieszkiwało 2986 osób, a gęstość zaludnienia wynosiła 2791 osób/km² (wśród 1269 gmin Bretanii Port-Louis plasuje się na 184. miejscu pod względem liczby ludności, natomiast pod względem powierzchni na miejscu 1104.).